# Concurso Internacional de Piano Van Cliburn

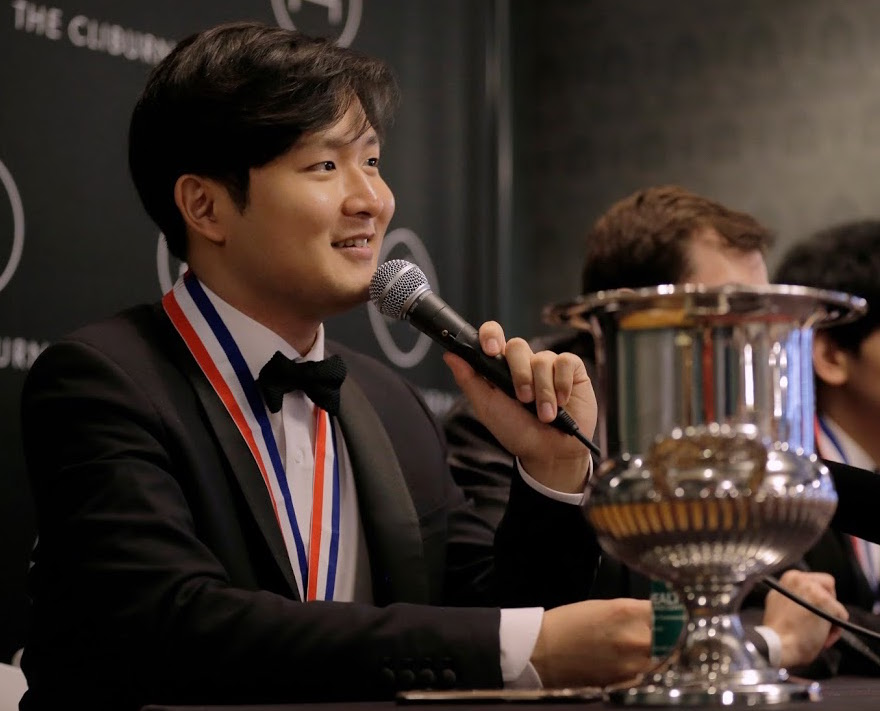
Yekwon Sunwoo ganador en 2017

El Concurso Internacional de Piano Van Cliburn ( The Cliburn ) es un concurso de piano celebrado por primera vez en 1962 en Fort Worth, Texas y organizado por la Fundación Van Cliburn. Inicialmente se celebraba en la Texas Christian University, actualmente se lleva a cabo en el Bass Performance Hall desde 2001. El concurso lleva el nombre de Van Cliburn, quien ganó el primer Concurso Internacional Chaikovski en 1958.  
El Concurso Van Cliburn se lleva a cabo cada cuatro años, en el año de las tomas de posesión presidenciales de Estados Unidos.  La edición XVI (2022) se atrasó un año debido a la pandemia de COVID-19 mundial,  aún así, la edición XVII (2025) se realizó respetando la cronología original.
Los ganadores y finalistas reciben importantes premios en efectivo, además de giras de conciertos en auditorios de fama mundial donde pueden interpretar obras de su elección.  Mientras Cliburn estaba vivo, no sirvió como juez en el Concurso, ni brindó apoyo financiero ni trabajó en su organización.  Sin embargo, asistía regularmente a las actuaciones de los competidores y en ocasiones los saludaba después. 
Los concursantes sortean su lugar en el concurso.  El concurso inició la transmisión en directo de las actuaciones en 1997. Desde 2009, el concurso retransmite por Internet todas las actuaciones en directo. 

## Galardonados
| Año  | Medalla de Oro                   | Medalla de Plata                      | Medalla de Bronce      |
| 2025 | Aristo Sham                      | Vitaly Starikov                       | Evren Ozel             |
| 2022 | Yunchan Lim                      | Anna Geniushene                       | Dmytro Choni           |
| 2017 | Yekwon Sunwoo                    | Kenneth Broberg                       | Daniel Hsu             |
| 2013 | Vadym Kholodenko                 | Beatrice Rana                         | Sean Chen              |
| 2009 | Nobuyuki Tsujii y Haochen Zhang  | Yeol Eum Son                          | desierto               |
| 2005 | Alexander Kobrin                 | Joyce Yang                            | Sa Chen                |
| 2001 | Stanislav Ioudenitch y Olga Kern | Maxim Philippov y Antonio Pompa-Baldi | desierto               |
| 1997 | Jon Nakamatsu                    | Yakov Kasman                          | Aviram Reichert        |
| 1993 | Simone Pedroni                   | Valery Kuleshov                       | Christopher Taylor     |
| 1989 | Alexei Sultanow                  | José Carlos Cocarelli                 | Benedetto Lupo         |
| 1985 | José Feghali                     | Philippe Bianconi                     | Barry Douglas          |
| 1981 | Andre-Michel Schub               | Panayis Lyras y Santiago Rodriguez    | desierto               |
| 1977 | Steven De Groote                 | Alexander Toradze                     | Jeffrey Swann          |
| 1973 | Vladimir Viardo                  | Christian Zacharias                   | Michael James Houstoun |
| 1969 | Cristina Ortiz                   | Minoru Nojima                         | Mark Westcott          |
| 1966 | Radu Lupu                        | Barry Lee Snyder                      | Blanca Uribe           |
| 1962 | Ralph Votapek                    | Nikolai Petrov                        | Michail Woskressenski  |